# Elroy, Wisconsin
Elroy là một thành phố thuộc quận Juneau, tiểu bang Wisconsin, Hoa Kỳ. Năm 2000, dân số của thành phố này là 1578 người.